# Liste der Naturdenkmale in Gundelfingen (Breisgau)
| Naturdenkmale | Anzahl |
| ------------- | ------ |
| FND           | 1      |
| END           | 11     |
| Gesamt        | 12     |

Die Liste der Naturdenkmale in Gundelfingen nennt die verordneten Naturdenkmale (ND) der im baden-württembergischen Landkreis Breisgau-Hochschwarzwald liegenden Gemeinde Gundelfingen. In Gundelfingen gibt es insgesamt zwölf als Naturdenkmal geschützte Objekte, davon ein flächenhaftes Naturdenkmal (FND) und elf Einzelgebilde-Naturdenkmale (END).
Stand: 31. Oktober 2016.

## Flächenhafte Naturdenkmale (FND)
| Name                                 | Bild | Kennung     | Einzelheiten | Position | Fläche Hektar | Datum         |
| ------------------------------------ | ---- | ----------- | ------------ | -------- | ------------- | ------------- |
| Esskastanienhain beim Wildengrundhof | BW   | 83150470001 | Gundelfingen | ⊙        | 0,7           | 22. Feb. 2000 |
| Legende für Naturdenkmal             |      |             |              |          |               |               |

## Einzelgebilde (END)
| Name                                                 | Bild | Kennung     | Einzelheiten | Position | Fläche Hektar | Datum         |
| ---------------------------------------------------- | ---- | ----------- | ------------ | -------- | ------------- | ------------- |
| 1 Birke auf dem Wildtaler Eck                        | BW   | 83150470009 | Gundelfingen | ⊙        | 0,0           | 29. Apr. 2002 |
| 1 Esskastanie auf dem Wildtaler Eck                  | BW   | 83150470005 | Gundelfingen | ⊙        | 0,0           | 29. Apr. 2002 |
| 1 Esskastanie                                        | BW   | 83150470008 | Gundelfingen | ⊙        | 0,0           | 29. Apr. 2002 |
| 1 Esskastanie                                        | BW   | 83150470013 | Gundelfingen | ⊙        | 0,0           | 29. Apr. 2002 |
| 1 Stieleiche auf der Sonnhalde                       | BW   | 83150470004 | Gundelfingen | ⊙        | 0,0           | 29. Apr. 2002 |
| 1 Stieleiche im Klosterweg                           | BW   | 83150470002 | Gundelfingen | ⊙        | 0,0           | 29. Apr. 2002 |
| 2 Birnbäume                                          | BW   | 83150470012 | Gundelfingen | ⊙        | 0,0           | 29. Apr. 2002 |
| 2 Esskastanien am Rebbühl                            | BW   | 83150470007 | Gundelfingen | ⊙        | 0,0           | 29. Apr. 2002 |
| 2 Esskastanien auf dem Wildtaler Eck                 | BW   | 83150470010 | Gundelfingen | ⊙        | 0,0           | 29. Apr. 2002 |
| 2 Rosskastanien beim Feldkreuz auf dem Wildtaler Eck | BW   | 83150470011 | Gundelfingen | ⊙        | 0,0           | 29. Apr. 2002 |
| 3 Stieleichen in der Wildtalstr.                     | BW   | 83150470003 | Gundelfingen | ⊙        | 0,0           | 29. Apr. 2002 |
| Legende für Naturdenkmal                             |      |             |              |          |               |               |